# Hongshan (Ulanhad)
Hongshan léase Jong-Shán (en chino:红山区, pinyin:Hóng shānqū , en mongol:Күн шан тоори, transliteración:Küŋ šan toɣoriɣ , lit: Montaña Roja)  es un distrito urbano
bajo la administración directa de la ciudad-prefectura de Ulanhad en la provincia de Mongolia Interior, República Popular China. 
La región yace en la zona de transición desde la meseta de Mongolia Interior hasta la llanura de Songliaoe en una altitud promedio de 560 m s. n. m. en la confluencia del río Xibo, tributario del Río Liao . El distrito es sede de gobierno local y el principal centro regional, ubicado a 420 kilómetros de Beijing, conecta a Ulanhad con Chaoyang por la línea férrea Yechi (叶赤铁路) de 170 km de longitud. Su área total es de 560 km², la más pequeña de Ulanhad, de los cuales cerca de 30 km² pertenecen a la zona urbana (que representan más del 50% del área urbana central) y su población proyectada para 2010 fue de 355 000 habitantes.

## Administración
El distrito de Hongshan se divide en 13 pueblos que se administran en 11 subdistritos y 2 poblados.

## Etimología
Debido a que hay una montaña roja en el noreste de la ciudad, a través de la historia a esta zona se le ha llamado por el nombre de la montaña y en idioma mongol es "Ulan Hada". El Distrito de la Montaña Roja se estableció en noviembre de 1983 cuando se implementó el sistema de administración de la ciudad. Es hogar de 22 grupos étnicos, incluyendo Han, mongol, manchu, Hui y coreano.

## Recursos
El distrito de Hongshan tiene principalmente recursos minerales como carbón, petróleo, oro, plata, cobre, hierro, selenio, pirofilita y fluorita .

## Clima
La zona climática es de continental templada semiárida. El invierno es frío y sin nieve, con vientos desde el noroeste, las lluvias se concentran en el verano, julio y agosto, la temperatura promedio anual de 6.7 °C, el mes más frío es enero con -11.7 °C, y la temperatura promedio es en julio con 23.3 °C, la precipitación promedio anual es de 370 mm, el período sin heladas es de 135 a 145 días, la luz solar anual es de aproximadamente 3000 horas y la diferencia de temperatura entre el verano y el otoño es alta. La primera helada se registra alrededor del 22 de septiembre, acompañada de un clima ventoso.
| Parámetros climáticos promedio de Hongshan (1971−2000) | Parámetros climáticos promedio de Hongshan (1971−2000) | Parámetros climáticos promedio de Hongshan (1971−2000) | Parámetros climáticos promedio de Hongshan (1971−2000) | Parámetros climáticos promedio de Hongshan (1971−2000) | Parámetros climáticos promedio de Hongshan (1971−2000) | Parámetros climáticos promedio de Hongshan (1971−2000) | Parámetros climáticos promedio de Hongshan (1971−2000) | Parámetros climáticos promedio de Hongshan (1971−2000) | Parámetros climáticos promedio de Hongshan (1971−2000) | Parámetros climáticos promedio de Hongshan (1971−2000) | Parámetros climáticos promedio de Hongshan (1971−2000) | Parámetros climáticos promedio de Hongshan (1971−2000) | Parámetros climáticos promedio de Hongshan (1971−2000) |
| Mes                                                    | Ene.                                                   | Feb.                                                   | Mar.                                                   | Abr.                                                   | May.                                                   | Jun.                                                   | Jul.                                                   | Ago.                                                   | Sep.                                                   | Oct.                                                   | Nov.                                                   | Dic.                                                   | Anual                                                  |
| ------------------------------------------------------ | ------------------------------------------------------ | ------------------------------------------------------ | ------------------------------------------------------ | ------------------------------------------------------ | ------------------------------------------------------ | ------------------------------------------------------ | ------------------------------------------------------ | ------------------------------------------------------ | ------------------------------------------------------ | ------------------------------------------------------ | ------------------------------------------------------ | ------------------------------------------------------ | ------------------------------------------------------ |
| Temp. máx. media (°C)                                  | −3.4                                                   | 0.2                                                    | 7.1                                                    | 16.7                                                   | 23.4                                                   | 27.5                                                   | 29.4                                                   | 27.9                                                   | 23.0                                                   | 15.6                                                   | 5.8                                                    | −1.1                                                   | 14.3                                                   |
| Temp. mín. media (°C)                                  | −16.3                                                  | −13.4                                                  | −6.3                                                   | 2.7                                                    | 9.9                                                    | 15.3                                                   | 18.5                                                   | 16.5                                                   | 9.8                                                    | 2.1                                                    | −6.5                                                   | −13.2                                                  | 1.6                                                    |
| Precipitación total (mm)                               | 1.6                                                    | 2.4                                                    | 6.6                                                    | 14.4                                                   | 40.2                                                   | 64.0                                                   | 109.3                                                  | 75.1                                                   | 31.7                                                   | 19.5                                                   | 4.4                                                    | 1.9                                                    | 371.1                                                  |
| Días de precipitaciones (≥ 0.1 mm)                     | 1.8                                                    | 1.8                                                    | 2.7                                                    | 4.1                                                    | 7.8                                                    | 12.1                                                   | 14.2                                                   | 10.4                                                   | 7.0                                                    | 4.5                                                    | 2.6                                                    | 1.1                                                    | 70.1                                                   |
| Horas de sol                                           | 205.1                                                  | 210.1                                                  | 254.4                                                  | 259.2                                                  | 281.0                                                  | 263.6                                                  | 254.0                                                  | 255.3                                                  | 251.4                                                  | 241.1                                                  | 201.0                                                  | 189.6                                                  | 2865.8                                                 |
| Humedad relativa (%)                                   | 43                                                     | 40                                                     | 39                                                     | 37                                                     | 41                                                     | 54                                                     | 66                                                     | 67                                                     | 58                                                     | 50                                                     | 47                                                     | 44                                                     | 48.8                                                   |
| Fuente: China Meteorological Administration            |                                                        |                                                        |                                                        |                                                        |                                                        |                                                        |                                                        |                                                        |                                                        |                                                        |                                                        |                                                        |                                                        |